# الجبهة الثورية اليسارية
الجبهة الثورية اليسارية هي حزب سياسي في بوليفيا. تأسس الحزب في عام 1978. رئيس الحزب هو أوسكار زامورا ميديناسيلي.